# Habehnet

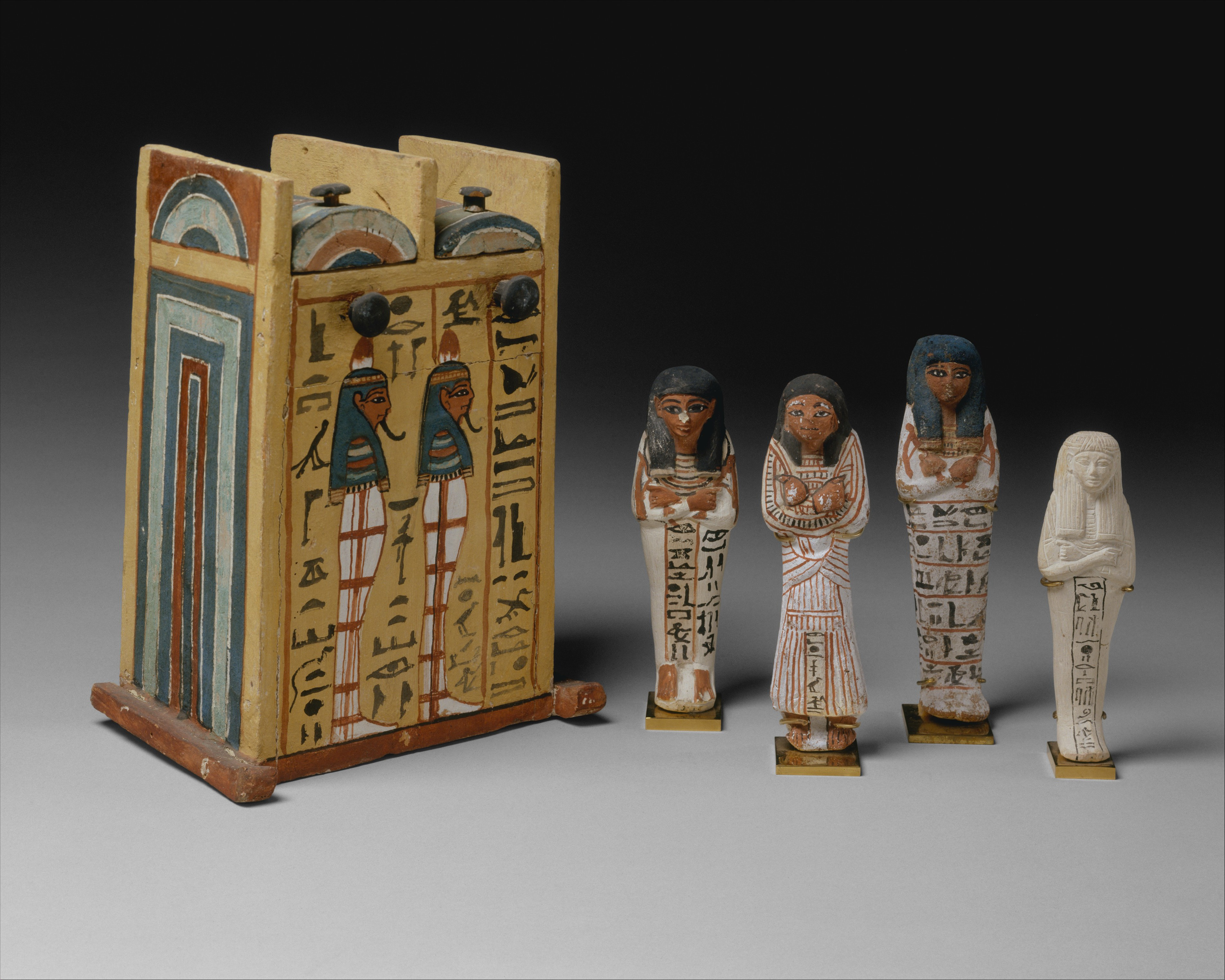
Habehnet és anyja, Iynoferti usébtijei

Habehnet (ḫˁỉ-bḫn.t) ókori egyiptomi kézműves volt a XIX. dinasztia idején, II. Ramszesz uralkodása alatt. Dejr el-Medina településen élt, a Nílus nyugati partján, Thébával átellenben, ahol a királysírok munkásai éltek. Viselte „Az Igazság helyének szolgálója” címet, ami azt jelenti, hogy a közeli Királyok völgye vagy a Királynék völgye sírjain dolgozott.
Szennedzsem és Iynoferti fia volt, feleségei Szahti és talán Iszet. A falu temetőjében a TT2 jelű sír az övé. A sír jelenetein Habehnet és Szahti több rokona is szerepel. Habehnet fiai ifjabb Szennedzsem, Piai, Bakenanui és Ha; talán az ő fiai még Mosze, Anhotep és Amenemheb is. Lányai Uabhet, Mutemopet, Iszet, Nofretkau és Henutweret. Egy szobron három további lánya, Roi, Nedzsemmut és Uabet neve is szerepel.
A sírban említik Habehnet fivérét, Honszut és lánytestvérét, Henutweretet, valamint Szahti fivérét, Uadzs-semszut és lánytestvérét, Henutwatit. Szahti megjelenik egy másik fivére, Nahtamon sírjában, a TT335-ben is. Ez azt mutatja, Habehnet és Szahti valamikor II. Ramszesz uralkodásának első felében éltek.

## Fordítás
- Ez a szócikk részben vagy egészben  a   Khabekhnet című angol Wikipédia-szócikk ezen változatának fordításán alapul.  Az eredeti cikk szerkesztőit annak laptörténete sorolja fel. Ez a jelzés csupán a megfogalmazás eredetét és a szerzői jogokat jelzi, nem szolgál a cikkben szereplő információk forrásmegjelöléseként.